# Afriyie Acquah
Afriyie Acquah (ur. 5 stycznia 1992 w Akrze) – ghański piłkarz występujący na pozycji pomocnika. Od 2018 jest zawodnikiem Empoli FC.